# Dobro jutro (Magazinov album)
Dobro jutro osmi je studijski album hrvatskog pop sastava Magazina, koji je izašao 1989. godine. Objavila ga je diskografska kuća Jugoton. Objavljen je na LP-u i kazeti. Zadnji je album na kojem pjeva Ljiljana Nikolovska.
Stihove su napisali Marina Tucaković i Vjekoslava Tolić, glazbu Tonći Huljić. Mato Došen je producirao i aranžirao album.

## Popis pjesama
Podatci prema:
Prvih pet pjesama je na A strani, a na B strani nalazi se drugih šest pjesama.
| Br. | Skladba                     | Trajanje |
| --- | --------------------------- | -------- |
| 1.  | »Ali baba«                  |          |
| 2.  | »Ljube se dobri, loši, zli« |          |
| 3.  | »Na selu«                   |          |
| 4.  | »Sijaj zvijezdo Danice«     |          |
| 5.  | »Balkanska ulica«           |          |
| 6.  | »Rano, ranije«              |          |
| 7.  | »Dobro jutro...«            |          |
| 8.  | »Svenut ću ti kao ruža«     |          |
| 9.  | »Čekala je jedna žena«      |          |
| 10. | »S kim si mala sinoć bila«  |          |
| 11. | »Povratak«                  |          |